# Arifureta: From Commonplace to World’s Strongest
Arifureta: From Commonplace to World’s Strongest (jap. ありふれた職業で世界最強 Arifureta shokugyō de sekai saikyō) – seria light novel napisana przez Ryo Shirakome i zilustrowana przez Takayakiego. Początkowo ukazywała się jako powieść internetowa, lecz później została nabyta przez wydawnictwo Overlap, które opublikowało ją w 13 tomach, wydanych między czerwcem 2015 a wrześniem 2022. Prequel serii, zatytułowany Arifureta shokugyō de sekai saikyō zero, ukazywał się od grudnia 2017 do grudnia 2021.
Na podstawie powieści powstała manga publikowana na stronie Comic Gardo od grudnia 2016 oraz serial anime, wyprodukowany przez studia Asread i White Fox, który emitowano od lipca do października 2019. Drugi sezon, stworzony przez Asread i Studio Mother, emitowano między styczniem a marcem 2022. Emisja trzeciego sezonu rozpoczęła się w październiku 2024 i zakończyła w lutym 2025.

## Fabuła
Licealista Hajime Nagumo jest nielubiany przez kolegów z klasy z powodu jego przyjaznych stosunków z najpopularniejszą dziewczyną w klasie, Kaori. Pewnego dnia Hajime i reszta klasy zostają przeniesieni do świata fantasy. Podczas gdy jego rówieśnicy otrzymują potężne umiejętności magiczne, Hajime zyskuje tylko podstawową zdolność do transmutacji stałych materiałów, powszechną umiejętność spotykaną zwykle u rzemieślników i kowali. W czasie eksploracji lochu, zostaje zdradzony przez jednego z kolegów i spada w przepaść. Przeżywszy upadek, tworzy broń, aby wydostać się z lochu i stać się silniejszym. Po drodze uwalnia uwięzioną przed wiekami księżniczkę wampirów imieniem Yue i razem z nią pokonuje loch, odkrywając przy tym tajemnicę, którą skrywa ten świat.

## Bohaterowie

### Główni
- Hajime Nagumo (jap. 南雲 ハジメ Nagumo Hajime)

Seiyū: Toshinari Fukamachi 
- Yue (jap. ユエ)

Seiyū: Yūki Kuwahara 
- Shea Haulia (jap. シア・ハウリア Shia Hauria)

Seiyū: Minami Takahashi 
- Tio Klarus (jap. ティオ・クラルス Tio Kurarusu)

Seiyū: Yōko Hikasa 
- Kaori Shirasaki (jap. 白崎 香織 Shirasaki Kaori)

Seiyū: Saori Ōnishi 
- Shizuku Yaegashi (jap. 八重樫 雫 Yaegashi Shizuku)

Seiyū: Yumiri Hanamori 

### Klasa przywołanych
- Aiko Hatayama (jap. 畑山 愛子 Hatayama Aiko)

Seiyū: Ai Kakuma 
- Kouki Amanogawa (jap. 天之河 光輝 Amanogawa Kōki)

Seiyū: Tetsuya Kakihara 
- Ryutaro Sagami (jap. 坂上 龍太郎 Sagami Ryutaro)

Seiyū: Ryuichi Kijima 
- Suzu Taniguchi (jap. 谷口鈴 Taniguchi Suzu)

Seiyū: Ayasa Itō 
- Yuka Sonobe (jap. 園部優花 Sonobe Yuka)

Seiyū: Miyu Tomita 
- Atsushi Tamai (jap. 玉井淳史 Tamai Atsushi)

Seiyū: Makoto Kaneko 
- Nana Miyazaki (jap. 宮崎奈々 Miyazaki Nana)

Seiyū: Isa Kusunogi 
- Taeko Sugawara (jap. 菅原妙子 Sugawara Taeko)

Seiyū: Mayu Horita 

### Antagoniści
- Daisuke Hiyama (jap. 檜山 大介 Hiyama Daisuke)

Seiyū: Minoru Shiraishi 
- Eri Nakamura (jap. 中村恵里 Nakamura Eri)

Seiyū: Asuka Nishi 
- Yukitosi Shimizu (jap. 清水幸利 Shimizu Yukitosi)

Seiyū: Akira Ishida 
- Cattleya (jap. カトレア Katorea)

Seiyū: Hitomi Nabatame 
- Noint (jap. ノイント Nointo)

Seiyū: Rina Satō 
- Freid Bagwa (jap. フリード・バグアー Furīdo Baguā)

Seiyū: Katsuyuki Konishi 
- Mikhail (jap. ミハイル Mihairu)

Seiyū: Makoto Ishii 
- Ehit (jap. エヒト Ehito)

### Inni
- Myu (jap. ミュウ Myū)

Seiyū: Yui Ogura 
- Liliana S. B. Heiligh (jap. リリアーナ・S・B・ハイリヒ Ririāna S. B. Hairihi)

Seiyū: Noriko Shibasaki 
- Remia (jap. レミア)

Seiyū: Sayaka Ōhara 
- Oscar Orcus (jap. オスカー・オルクス Osukā Orukusu)

Seiyū: Takuma Terashima 
- Milledy Reisen (jap. ミレディ・ライセン Miredi Raisen)

Seiyū: Yukana 

## Light novel
Ryo Shirakome pierwotnie opublikował serię jako powieść internetową w serwisie Shōsetsuka ni narō. Główna historia ukazywała się od 7 listopada 2013 do 31 października 2015 i jest podzielona na 8 wątków fabularnych. Od tego czasu zostały również opublikowane 3 historie dziejące się po wydarzeniach z głównej serii oraz jedna historia dodatkowa. Powieść została następnie nabyta przez wydawnictwo Overlap i wydana jako light novel z ilustracjami autorstwa Takayakiego, pod imprintem Overlap Bunko, której pierwszy tom ukazał się 25 czerwca 2015. Po ogłoszeniu, że premiera adaptacji anime zostanie przesunięta na rok 2019, 8 tom light novel został również opóźniony o miesiąc, z marca na kwiecień 2018. Seria zakończyła się wraz z publikacją 14 tomu, który wydano 25 grudnia 2024.
| Nr | Data wydania (język japoński) | ISBN (język japoński)  |
| -- | ----------------------------- | ---------------------- |
| 1  | 25 czerwca 2015               | ISBN 978-4-86554-055-0 |
| 2  | 25 listopada 2015             | ISBN 978-4-86554-073-4 |
| 3  | 25 lutego 2016                | ISBN 978-4-86554-093-2 |
| 4  | 27 lipca 2016                 | ISBN 978-4-86554-143-4 |
| 5  | 25 grudnia 2016               | ISBN 978-4-86554-178-6 |
| 6  | 25 maja 2017                  | ISBN 978-4-86554-219-6 |
| 7  | 25 grudnia 2017               | ISBN 978-4-86554-265-3 |
| 8  | 25 kwietnia 2018              | ISBN 978-4-86554-308-7 |
| 9  | 25 grudnia 2018               | ISBN 978-4-86554-428-2 |
| 10 | 25 czerwca 2019               | ISBN 978-4-86554-489-3 |
| 11 | 25 lipca 2020                 | ISBN 978-4-86554-698-9 |
| 12 | 25 stycznia 2022              | ISBN 978-4-8240-0064-4 |
| 13 | 25 września 2022              | ISBN 978-4-8240-0263-1 |
| 14 | 25 grudnia 2024               | ISBN 978-4-8240-0970-8 |

Prequel serii, zatytułowany Arifureta shokugyō de sekai saikyō zero (jap. ありふれた職業で世界最強 零), był wydawany od 28 grudnia 2017 do 25 grudnia 2021 i liczy łącznie 6 tomów.
| Nr | Data wydania (język japoński) | ISBN (język japoński)  |
| -- | ----------------------------- | ---------------------- |
| 1  | 28 grudnia 2017               | ISBN 978-4-86554-267-7 |
| 2  | 25 lipca 2018                 | ISBN 978-4-86554-373-5 |
| 3  | 25 marca 2019                 | ISBN 978-4-86554-464-0 |
| 4  | 25 grudnia 2019               | ISBN 978-4-86554-543-2 |
| 5  | 25 kwietnia 2021              | ISBN 978-4-86554-823-5 |
| 6  | 25 grudnia 2021               | ISBN 978-4-86554-889-1 |

## Manga
Pierwszy rozdział mangi będącej adaptacją powieści opublikowano 22 grudnia 2016 na stronie Comic Gardo wydawnictwa Ovelap, natomiast jej pierwszy tankōbon został wydany trzy dni później 25 grudnia, zbiegając się z premierą piątego tomu light novel.
| Nr | Data wydania (język japoński) | ISBN (język japoński)  |
| -- | ----------------------------- | ---------------------- |
| 1  | 25 grudnia 2016               | ISBN 978-4-86554-183-0 |
| 2  | 25 września 2017              | ISBN 978-4-86554-261-5 |
| 3  | 25 kwietnia 2018              | ISBN 978-4-86554-343-8 |
| 4  | 25 grudnia 2018               | ISBN 978-4-86554-435-0 |
| 5  | 25 czerwca 2019               | ISBN 978-4-86554-505-0 |
| 6  | 25 kwietnia 2020              | ISBN 978-4-86554-652-1 |
| 7  | 25 października 2020          | ISBN 978-4-86554-770-2 |
| 8  | 25 kwietnia 2021              | ISBN 978-4-86554-898-3 |
| 9  | 25 grudnia 2021               | ISBN 978-4-8240-0071-2 |
| 10 | 25 maja 2022                  | ISBN 978-4-8240-0201-3 |
| 11 | 25 stycznia 2023              | ISBN 978-4-8240-0399-7 |
| 12 | 25 lipca 2023                 | ISBN 978-4-8240-0569-4 |
| 13 | 25 stycznia 2024              | ISBN 978-4-8240-0723-0 |
| 14 | 25 maja 2024                  | ISBN 978-4-8240-0841-1 |
| 15 | 25 stycznia 2025              | ISBN 978-4-8240-1042-1 |

Komediowy spin-off w formie yonkomy autorstwa Misaki Mori, zatytułowany Arifureta nichijō de sekai saikyō (jap. ありふれた日常で世界最強), ukazywał się w serwisie Comic Gardo od 11 lipca 2017 do 6 stycznia 2023.
| Nr | Data wydania (język japoński) | ISBN (język japoński)  |
| -- | ----------------------------- | ---------------------- |
| 1  | 25 kwietnia 2018              | ISBN 978-4-86554-342-1 |
| 2  | 25 grudnia 2018               | ISBN 978-4-86554-434-3 |
| 3  | 25 czerwca 2019               | ISBN 978-4-86554-506-7 |
| 4  | 25 kwietnia 2020              | ISBN 978-4-86554-653-8 |
| 5  | 25 stycznia 2023              | ISBN 978-4-8240-0398-0 |

Mangowa adaptacja prequela, zatytułowanego Arifureta shokugyō de sekai saikyō zero, autorstwa Ataru Kamichi, ukazywała się w serwisie Comic Gardo od 23 lutego 2018 do 8 czerwca 2022.
| Nr | Data wydania (język japoński) | ISBN (język japoński)  |
| -- | ----------------------------- | ---------------------- |
| 1  | 25 lipca 2018                 | ISBN 978-4-86554-381-0 |
| 2  | 25 grudnia 2018               | ISBN 978-4-86554-433-6 |
| 3  | 25 czerwca 2019               | ISBN 978-4-86554-507-4 |
| 4  | 25 kwietnia 2020              | ISBN 978-4-86554-654-5 |
| 5  | 25 października 2020          | ISBN 978-4-86554-769-6 |
| 6  | 25 kwietnia 2021              | ISBN 978-4-86554-897-6 |
| 7  | 25 grudnia 2021               | ISBN 978-4-8240-0070-5 |
| 8  | 25 czerwca 2022               | ISBN 978-4-8240-0200-6 |

## Anime
Adaptacja w formie telewizyjnego serialu anime została zapowiedziana 3 grudnia 2017. Początkowo seria miała mieć premierę w kwietniu 2018, ale 15 stycznia tego samego roku została przesunięta z powodu „różnych okoliczności”. Pierwotnie serial miał być wyreżyserowany przez Juna Kamiyę i napisany przez Kazuyukiego Fudeyasu. Za animację miało odpowiadać studio White Fox, a za projekty postaci – Atsuo Tobe, który pełniłby również funkcję głównego reżysera animacji. 29 kwietnia 2018 ogłoszono, że stanowisko reżysera obejmie Kinji Yoshimoto, a studio Asread dołączy do White Fox przy produkcji animacji. Dodatkowo Chika Kojima przejęła od Atsuo Tobe rolę projektanta postaci, adaptując oryginalne projekty autorstwa Takayakiego, a Kazuyuki Fudeyasu opuścił stanowisko scenarzysty, będąc zastąpionym przez Shoichiego Sato i Kinjiego Yoshimoto. Muzykę do serii skomponował Ryō Takahashi.
13-odcinkowa seria była emitowana od 8 lipca do 7 października 2019 w stacjach AT-X, Tokyo MX, SUN i BS11. 25 grudnia 2019 i 26 lutego 2020 zostały wydane dwa odcinki OVA. Prawa do streamingu serii nabyło Funimation, a następnie Crunchyroll.
Po finale pierwszego sezonu zapowiedziano powstanie sequela. Akira Iwanaga zastąpił Kinjiego Yoshimoto na stanowisku reżysera, a Studio Mother zastąpiło White Fox jako studio pomocnicze. Reszta personelu i obsady powróciła do prac nad serialem. Drugi sezon był emitowany od 13 stycznia do 31 marca 2022 w stacjach AT-X, Tokyo MX i BS11. Dwuczęściowa OVA, zatytułowana Maboroshi no bōken to kiseki no kaigō (jap. 幻の冒険と奇跡の邂逅), została wydana 25 września 2022.
10 września 2022 roku ogłoszono, że trzeci sezon jest w produkcji. Animacją zajęło się studio Asread, a Akira Iwanaga, Shoichi Sato i Chika Kojima powrócili odpowiednio jako reżyser, scenarzysta i projektant postaci. Emisja rozpoczęła się 14 października 2024 i zakończyła 17 lutego 2025.

### Ścieżka dźwiękowa
| Nr             | Tytuł                               | Wykonawcy             | Źródło   |
| Czołówka       | Czołówka                            | Czołówka              | Czołówka |
| -------------- | ----------------------------------- | --------------------- | -------- |
| 1              | „FLARE”                             | Void_Chords feat. LIO | [ 67 ]   |
| 2              | „Daylight”                          | MindaRyn              | [ 81 ]   |
| 3              | „Unending Wish”                     | MindaRyn              | [ 82 ]   |
| Napisy końcowe |                                     |                       |          |
| 1              | „Hajime no uta” (jap. ハジメノウタ) | DracoVirgo            | [ 67 ]   |
| 2              | „Gedō sanka” (jap. 外道讃歌)        | FantasticYouth        | [ 83 ]   |